# Rekordy Europy juniorów w lekkoatletyce
Rekordy Europy juniorów w lekkoatletyce – zestawienie najlepszych rezultatów uzyskanych przez lekkoatletów z Europy do lat 19 i oficjalnie zatwierdzonych przez European Athletics.

## Rekordy Europy juniorów
Konkurencja spoza programu ME U20
     Konkurencja rozgrywana w przeszłości (przed zmianą sprzętu)

### Mężczyźni
| Konkurencja                        | Rezultat       | Zawodnik                                                                      | Data             | Miejsce    |
| ---------------------------------- | -------------- | ----------------------------------------------------------------------------- | ---------------- | ---------- |
| Bieg na 100 m                      | 10,04 +0,2 m/s | Christophe Lemaitre                                                           | 24 lipca 2009    | Nowy Sad   |
| Bieg na 200 m                      | 19,96 -1,0 m/s | Blessing Afrifah                                                              | 4 sierpnia 2022  | Cali       |
| Bieg na 400 m                      | 45,01          | Thomas Schönlebe                                                              | 15 lipca 1984    | Berlin     |
| Bieg na 800 m                      | 1:44,14        | Max Burgin                                                                    | 19 maja 2021     | Ostrawa    |
| Bieg na 1000 m                     | 2:14,37        | Niels Laros                                                                   | 7 lipca 2024     | Hengelo    |
| Bieg na 1500 m                     | 3:29,54        | Niels Laros                                                                   | 6 sierpnia 2024  | Paryż      |
| Bieg na milę                       | 3:48,93        | Niels Laros                                                                   | 16 września 2023 | Eugene     |
| Bieg na 3000 m                     | 7:43,20        | Ari Paunonen                                                                  | 22 czerwca 1977  | Kolonia    |
| Bieg na 5000 m                     | 13:02,03       | Jakob Ingebrigtsen                                                            | 20 lipca 2019    | Londyn     |
| Bieg na 10 000 m                   | 28:11,71       | Abdullahi Dahir Rabi                                                          | 13 kwietnia 2022 | Oslo       |
| Bieg na 110 m przez płotki (99 cm) | 12,72 +1,0 m/s | Sasha Zhoya                                                                   | 21 sierpnia 2021 | Nairobi    |
| Bieg na 400 m przez płotki         | 48,74          | Władimir Budko                                                                | 18 sierpnia 1984 | Moskwa     |
| Bieg na 3000 m z przeszkodami      | 8:29,12        | Axel Vang Christensen                                                         | 8 czerwca 2022   | Bergen     |
| Skok wzwyż                         | 2,37           | Dragutin Topić                                                                | 12 sierpnia 1990 | Płowdiw    |
| Skok wzwyż                         | 2,37           | Steve Smith                                                                   | 20 września 1992 | Seul       |
| Skok o tyczce                      | 6,05           | Armand Duplantis                                                              | 12 sierpnia 2018 | Berlin     |
| Skok w dal                         | 8,38 -0,5 m/s  | Mattia Furlani                                                                | 8 czerwca 2024   | Rzym       |
| Trójskok                           | 17,50 +0,4 m/s | Volker Mai                                                                    | 23 czerwca 1985  | Erfurt     |
| Pchnięcie kulą (6 kg)              | 22,73          | David Storl                                                                   | 14 lipca 2009    | Osterode   |
| Rzut dyskiem (1,75 kg)             | 71,37          | Mika Sosna                                                                    | 10 czerwca 2022  | Schönebeck |
| Rzut młotem (6 kg)                 | 84,73          | Mychajło Kochan                                                               | 19 lipca 2019    | Borås      |
| Rzut oszczepem                     | 84,98          | György Herczeg                                                                | 26 lipca 2023    | Eisenstadt |
| Dziesięciobój                      | 8397 pkt       | Torsten Voss                                                                  | 7 lipca 1982     | Erfurt     |
| Dziesięciobój U20                  | 8514 pkt       | Hubert Trościanka                                                             | 8 sierpnia 2025  | Tampere    |
| Chód na 10 000 m                   | 38:46,4h       | Wiktor Burajew                                                                | 20 maja 2000     | Moskwa     |
| Chód na 10 km                      | 38:28          | Stanisław Jemieljanow                                                         | 19 września 2009 | Sarańsk    |
| Sztafeta 4 × 100 metrów            | 38,90          | Polska · Dominik Łuczyński · Patryk Krupa · Jakub Pietrusa · Oliwer Wdowik    | 22 sierpnia 2021 | Nairobi    |
| Sztafeta 4 × 400 metrów            | 3:04,05        | Włochy · Klaudio Gjetja · Andrea Romani · Alessandro Sibilio · Edoardo Scotti | 15 lipca 2018    | Tampere    |

### Kobiety
| Konkurencja                   | Rezultat       | Zawodniczka                                                          | Data             | Miejsce     |
| ----------------------------- | -------------- | -------------------------------------------------------------------- | ---------------- | ----------- |
| Bieg na 100 m                 | 10,88 +2,0 m/s | Marlies Oelsner                                                      | 1 lipca 1977     | Drezno      |
| Bieg na 200 m                 | 22,19 +1,5 m/s | Natalja Boczina                                                      | 30 lipca 1980    | Moskwa      |
| Bieg na 400 m                 | 49,42          | Grit Breuer                                                          | 27 sierpnia 1991 | Tokio       |
| Bieg na 800 m                 | 1:55,88        | Keely Hodgkinson                                                     | 3 sierpnia 2021  | Tokio       |
| Bieg na 1000 m                | 2:34,89        | Audrey Werro                                                         | 17 czerwca 2023  | Nicea       |
| Bieg na 1500 m                | 4:04,24        | Nela Neporadna                                                       | 29 sierpnia 2003 | Paryż       |
| Bieg na milę                  | 4:17,57        | Zola Budd                                                            | 21 sierpnia 1985 | Zurych      |
| Bieg na 3000 m                | 8:28,83        | Zola Budd                                                            | 7 września 1985  | Rzym        |
| Bieg na 5000 m                | 14:39,56       | Innes FitzGerald                                                     | 19 lipca 2025    | Londyn      |
| Bieg na 10 000 m              | 31:40,42       | Annemari Sandell                                                     | 27 lipca 1996    | Atlanta     |
| Bieg na 100 m przez płotki    | 12,85 +2,0 m/s | Elwira Hierman                                                       | 24 lipca 2016    | Bydgoszcz   |
| Bieg na 400 m przez płotki    | 55,46          | Ionela Târlea                                                        | 11 sierpnia 1995 | Göteborg    |
| Bieg na 3000 m z przeszkodami | 9:32,74        | Gesa Felicitas Krause                                                | 30 sierpnia 2011 | Daegu       |
| Skok wzwyż                    | 2,04           | Jarosława Mahuczich                                                  | 30 września 2019 | Doha        |
| Skok o tyczce                 | 4,71           | Wilma Murto                                                          | 31 stycznia 2016 | Zweibrücken |
| Skok w dal                    | 7,14 +1,1 m/s  | Heike Daute                                                          | 4 czerwca 1983   | Bratysława  |
| Trójskok                      | 14,62 +1,0 m/s | Tereza Marinowa                                                      | 25 sierpnia 1996 | Sydney      |
| Pchnięcie kulą                | 20,54          | Astrid Kumbernuss                                                    | 1 lipca 1989     | Orimattila  |
| Rzut dyskiem                  | 74,40          | Ilke Wyludda                                                         | 13 września 1988 | Berlin      |
| Rzut młotem                   | 73,43          | Silja Kosonen                                                        | 28 czerwca 2021  | Vaasa       |
| Rzut oszczepem                | 63,52          | Adriana Vilagoš                                                      | 2 sierpnia 2022  | Cali        |
| Siedmiobój                    | 6542 pkt       | Carolina Klüft                                                       | 10 sierpnia 2002 | Monachium   |
| Chód na 10 000 m              | 42:47,25       | Anežka Drahotová                                                     | 23 lipca 2014    | Eugene      |
| Chód na 10 km                 | 42:44          | Tatjana Kałmykowa                                                    | 10 maja 2008     | Czeboksary  |
| Sztafeta 4 × 100 metrów       | 43,27          | Niemcy · Katrin Fehm · Keshia Kwadwo · Sophia Junk · Jennifer Montag | 23 lipca 2017    | Grosseto    |
| Sztafeta 4 × 400 metrów       | 3:28,39        | NRD · Manuela Derr · Stefanie Fabert · Anke Wöhlk · Grit Breuer      | 31 lipca 1988    | Sudbury     |